# The Brothers Grimm
 For alternative betydninger, se Brødrene Grimm (flertydig). (Se også artikler, som begynder med Brødrene Grimm)
The Brothers Grimm er en amerikansk eventyrfilm fra 2005, instrueret af Terry Gilliam. Filmen bygger dels på Brødrene Grimms eventyr, dels på beretninger fra brødrenes egne liv. På rollelisten ses blandt andet Matt Damon som Wilhelm Grimm og Heath Ledger som Jacob Grimm.